# 超漢字
超漢字（ちょうかんじ）とは、パーソナルメディア株式会社が開発・販売する、BTRON3仕様のAT互換機用オペレーティングシステム。正確かつ厳密に説明すると、オペレーティングシステムは「B-right/V」で、標準搭載のフォント・ワープロ・表計算ソフトなどを含めた全体が「超漢字」である。
2025年現在の最新製品バージョンは「超漢字V R4.560」。

## OSとしての特徴
BTRON3仕様に準拠。
1. TRONコードに基づく18万文字のサポート
2. tadファイル形式のサポート
3. 実身/仮身モデルのサポート
4. 文書処理・表計算ソフトなどの標準搭載
5. 軽快な動作

## 標準搭載ソフトウェア
- 基本文章編集
- 基本表計算
- 基本図形編集
- 基本ブラウザ
- 基本印刷
- 基本通信
- 超漢字メール
- マイクロカード（カード型データベース）
- マイクロスクリプト（ビジュアル言語）

## 小物ソフトウェア
「実身データを使って何かをするためのソフト」をアプリケーションといい、それ以外を小物ソフトウェアと呼ぶ。
- 電子マニュアル
- 郵便番号辞書
- 電子手帳ソフト
- システム環境設定
- ユーザ環境設定
- ネットワーク設定
- ダイヤルアップ接続
- 電卓
- 時計
- 画面印刷
- ユーザ辞書
- 印刷管理
- FD複製
- ディスク修復
- トレー
- キー配列変更
- 初期設定ガイダンス
- バックアップ

## ハイパーリンク構造
他の一般的なOSがディレクトリを用いたツリー構造のファイル管理をしているのに対し、BTRON仕様OSは、ユーザーが触れる範囲は全てハイパーリンクで繋がった、ネットワーク構造のファイル管理を行っている。
ファイルシステム自体がハイパーテキストになっていること、すべてのファイルを「開いた仮身」と呼ばれるプレビューモードにできることから、超漢字内のコンテンツは、動的に編集されるウェブページのような状態になっている。そのため、この利点を生かして、これをそのまま他のOSからも閲覧できるHTMLに変換するソフトウェアが、パーソナルメディアから発売されている。
超漢字ウェブコンバータ
外部のウェブサーバに転送し、そこにHTMLを生成する。
超漢字ウェブサーバ
手元のパソコン自体をサーバにし、外部からのアクセスに応じてリアルタイムでHTMLに変換して送り出す。

## 電子辞書ソフト
事実上すべての漢字を扱える強みを生かして、パーソナルメディア純正の辞書ソフトが販売されている。
超漢字広辞苑
岩波書店の『広辞苑』を、外字を使わずに電子化。
超漢字康煕字典
漢字字体の典拠とされる『康熙字典』を画像として収録。文字の検索もできる。
超漢字岩波新漢語辞典
11800字収録の漢和辞典。外字は不使用。一部文字は筆順も表示する。

## 搭載している文字種
- JIS第1 - 第4水準、補助漢字
- 韓国漢字、ハングル
- 中国簡体字、簡体字拡張、繁体字
- 点字(六点点字および八点点字)
- iモード絵文字
- GT明朝
- 諸橋大漢和辞典収録文字
- ラテン文字
- アラビア文字
- 各国記号、IPA発音記号
- 変体仮名
- その他記号・文字類

ただしOSとしてアラビア文字の「右から左」などの書字方向には対応していない。また合字などの処理についても、言語・字種によって対処の仕方が異なる。そのためそういった言語は「文字」単位での使用に限られ、「文章」としての利用は現時点ではまだ実用段階にないと言える。

## 対応機種
超漢字4までは基本的にはPC/AT互換機で動作するが、相性問題などによりうまく起動しない、あるいは一部機能が使用できないなどの現象がある。超漢字ウェブサイトからダウンロードできる「動作確認ディスク」を用いることで事前に検証できる。
パーソナルメディアの書籍「はじめてみよう体験版で超漢字」は超漢字4の体験版が付録になっているが、パーソナルメディアの書籍の紹介ページに、「※付録 CD-ROM は、本書発行当時2003年12月～2005年頃のWindowsが動作するパソコンでの動作確認はされておりますが、2012年現在の仕様のパソコン上では、ほぼご利用いただけません。」という注意書きがある。
超漢字Vからは、VMware Playerが動作環境となった。

## インストール
超漢字4までは、それ自体がOSであるため、Windowsアプリケーションとして使用することはできなかった（ただし、Windows上でAT互換機をエミュレートするソフトを用いれば可能）。
そのため、超漢字用のパソコンを1台用意するか、ハードディスクのパーティションを分割して「登録」（インストール）する必要がある。超漢字4の場合、今使っているパソコンのハードディスクを、初期化せずにそのままパーティション分割するSystem Selector2というソフトウェアがパッケージに同梱されている。
最新バージョンである超漢字Vでは、VMware Player （またはVMware Workstation）上での動作を前提とする事になったため、今までは実現できなかった以下の機能が可能となった。
- 他のWindowsアプリケーションとウィンドウを切り替えて、同一マシン上で並行作業ができる。
- クリップボードを経由する事により、他のWindowsアプリケーションとの文字列複写ができる。
- Windows共有フォルダを経由する事によるファイルの共有。
- Windows用のプリンタドライバを使用した印刷。
- VMware Player（またはVMware Workstation）を介したWindows周辺機器の利用。

## 前身の製品
- BTRON-1B/V1 ～ V3：初のBTRON仕様に準拠したOS。
- B-right/V：超漢字のOSと同名。1998年7月18日発売[3]。BTRON3仕様に準拠。